# Крејг Фербрас
Крејг Фербрас (енгл. Craig Fairbrass) је британски глумац.

## Биографија
Фербрас је рођен у Мајл енду у централном Лондону. Каријеру је започео 1980. улогом у серији Шејли, а прву филмску улогу добио је у филму Мартина Стелмана За краљицу и државу. Глумио је са Силвестер Сталонеом у трилеру Алпиниста, и Џејсоном Стејтамом у филму Пљачка банке. Остале улоге биле су му углавном у британским серијама. Висок је 191 центиметар, ожењен је и има два сина.

## Изабрана филмографија
| Улоге Крејга Фербраса |                     |               |       |          |
| Година                | Српски назив        | Изворни назив | Улога | Напомена |
| 2012.                 | Дан светог Џорџа    |               |       |          |
| 2010.                 | Ђавоље игралиште    |               |       |          |
| 2010.                 |                     |               |       |          |
| 2008.                 | Пљачка банке        |               |       |          |
| 2007.                 | Уздизање гангстера  |               |       |          |
| 1998.                 | Време убијања       |               |       |          |
| 1997.                 |                     |               |       |          |
| 1993.                 | Алпиниста           |               |       |          |
| 1989.                 | За краљицу и државу |               |       |          |